# Ministero della pubblica istruzione (Iran)
Il Ministero della Pubblica Istruzione è il dicastero del governo della Repubblica Islamica dell'Iran preposto alla supervisione dell'educazione primaria e secondaria.